# Шати
Шати (на албански: Shati) е крепост по поречието на река Дрин в северна Албания.
Първите известия за укрепения пункт са от времето на Зета. Негови управители са били Константин Балшич и Коджа Захария и сина на последния Лека Захария. 
По някое време заедно със съседния град Дан е във владение на Венецианската република, понеже новият им господар Лека Дукагини се поставил под венециански сюзеренитет. 
Владение е също на Дукагини и е разрушен от Скендербег.